# クレスピーナ
クレスピーナ (伊: Crespina) は、人口4,188人のイタリア共和国トスカーナ州ピサ県に存在したコムーネの一つである。2014年1月1日に、ロレンツァーナと合併して、クレスピーナ・ロレンツァーナとなった。